# Seznam finskih skladateljev
Seznam finskih skladateljev.

## A
- Lorenz Nikolai Achté
- Kalevi Aho

## B
- Erik Bergman

## C
- Carolus Collan (Karl Collan)
- Bernhard Henrik Crusell

## D
- Elmer Diktonius
- Henrik Otto Donner

## E
- Einar Englund

## I
- Lauri Ikonen

## J
- Jean-Baptiste Janson (1742–1803)
- Armas Järnefelt

## K
- Robert Kajanus
- Tuomas Kantelinen
- Eino Kettunen
- Uuno Klami
- Joonas Kokkonen
- Ilmari Krohn

## L
- Magnus Lindberg

## M
- Leevi Madetoja
- Lasse Mårtenson
- Ville Einar Matvejeff
- Erkki Melartin
- Aarre Merikanto
- Oskar Merikanto
- Olli Mustonen

## P
- Fredrik Pacius
- Jorma Panula
- Selim Palmgren

## R
- Einojuhani Rautavaara
- Tomi Räisänen

## S
- Kaija Saariaho
- Aulis Sallinen
- Erkki Salmenhaara
- Esa-Pekka Salonen
- Jukka-Pekka Saraste
- Jarno Sarjanen
- Leif Segerstam
- Jean Sibelius
- Pekka Simojoki

## V
- Osmo Vänskä

## W
- Sigurd Wettenhovi-Aspa